# Aleksandr Jakušev
Aleksandr Sergeevič Jakušev (in russo Александр Серге́евич Якушев?; Mosca, 2 gennaio 1947) è un ex hockeista su ghiaccio, allenatore di hockey su ghiaccio e dirigente sportivo sovietico e russo.

## Palmarès

### Olimpiadi invernali
- Oro a Sapporo 1972.
- Oro a Innsbruck 1976.